# Imperial Klans of America
L'Imperial Klans of America, Knights of the Ku Klux Klan est une organisation paramilitaire suprémaciste blanche, nationaliste blanche et néonazie. Contrairement à d'autres groupes du Klan, l'IKA embrasse également le symbolisme nazi et l'idéologie nazie. En 2008, il a été signalé que l'IKA avait le deuxième plus grand nombre de membres du KKK au pays.
L'IKA, dirigée par Ron Edwards, prétend être la sixième ère du Ku Klux Klan. Les membres de la 6e ère, comme les membres des époques précédentes, prétendent avoir des droits constitutionnels dans le cadre de la « milice non organisée ». Ils ont leur siège social à proximité de Dawson Springs, Kentucky et prétendent avoir des bureaux au Brésil, en Australie, au Canada, au Royaume-Uni et en Afrique du Sud, ainsi que des bureaux en Europe et en Amérique du Sud. 
En 2011, un canular récurrent concernant l'approbation par l'IKA de Barack Obama a de nouveau été exposé comme une farce fondée sur les reportages humoristiques d'un site web parodique. En fait, en 2008, Ron Edwards a été cité comme soutenant John McCain.

## Représentations médiatiques
L'IKA a été présenté sur Inside American Terror de National Geographic en 2008 et sur Gangland sur The History Channel en 2009. 